# Kleinkonreuth
Kleinkonreuth ist ein Gemeindeteil der Kreisstadt Tirschenreuth in der Oberpfalz in Bayern.

## Lage
Der Weiler liegt fünf Kilometer südlich von Tirschenreuth im Stiftland.

## Geschichte
Kleinkonreuth wurde erstmals 1184 unter dem Namen „Chunriut“ erwähnt. Im Jahr 1273 wurde es „Cunrewt“ und 1302 „Conreuth“ genannt. Der Name geht wahrscheinlich auf einen Besitzer namens Kuno zurück.
Der Weiler gehörte zur Gemeinde Matzersreuth, die im Zuge der Gebietsreform in Bayern am 1. Mai 1978 in die Kreisstadt Tirschenreuth eingegliedert wurde.